# Bitwa na równinie Mohi

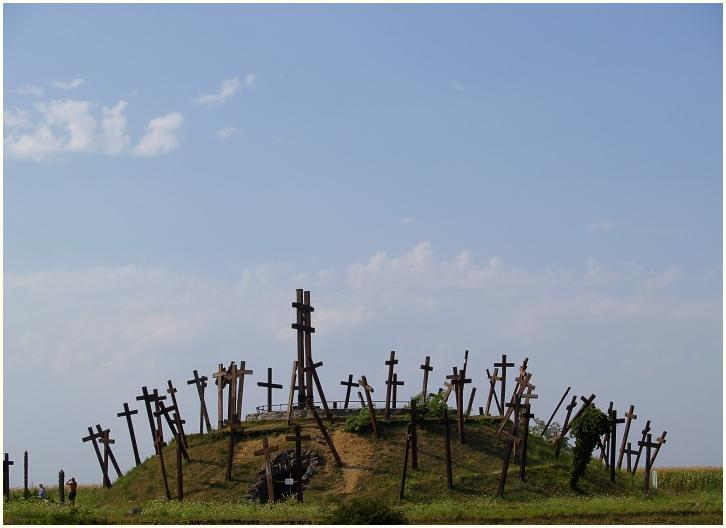
Kurhan upamiętniający to wydarzenie.

Bitwa na równinie Mohi – starcie zbrojne, do którego doszło 11 kwietnia 1241 roku.

## Przed bitwą
Dążąc do podboju Europy wojska mongolskie w trzech bitwach pokonały wojska siedmiogrodzkie, a następnie skierowały się w stronę Węgier.
12 marca Mongołowie pod dowództwem Sübedeja i Batu przełamały obronę węgierską na przełęczach karpackich. 15 marca przednia straż Mongołów pojawiła się nad Dunajem. Król Węgier Bela IV, pragnąc powstrzymać najazd mongolski, w ciągu dwóch tygodni zdołał zgromadzić piętnastotysięczną armię, a Dunaj i potężne umocnienia Pesztu zahamowały dalszy pochód najeźdźców.
Na początku kwietnia armia Beli wyruszyła z Pesztu na wschód. Mongołowie początkowo wycofali się. Po kilku dniach intensywnego marszu, wieczorem 10 kwietnia, Węgrzy napotkali nieprzyjaciela 160 kilometrów na północny wschód od Pesztu, na równinie Mohi nad rzeką Sajó. Bela zaatakował słabą załogę mongolską ochraniającą most, zdobył go i utworzył za nim silny przyczółek, po czym rozłożył się obozem na zachodnim brzegu rzeki, w pobliżu obecnej wsi Muhi.

## Przebieg bitwy
Tuż przed świtem na załogę węgierskiego przyczółka spadł grad strzał i kamieni, wystrzeliwanych z łuków, katapult i balist, czemu towarzyszyły wybuchy petard, po czym ruszył silny mongolski atak. Obrońcy szybko ulegli przeważającym siłom wroga i fala Mongołów runęła przez most. Zaalarmowane zgiełkiem bitewnym główne siły węgierskie wyszły poza umocnienia obozu i zwarły się z nacierającymi Mongołami. Wtedy atak na Węgrów przypuściły główne siły Sübedeja, które przed świtem przeprawiły się przez rzekę, na południe od przyczółka mostowego, po czym zawróciły na północ i uderzyły na prawe skrzydło i tyły Węgrów. W tej sytuacji Węgrzy pospiesznie wycofali się do obozu. Około godziny siódmej rano obóz węgierski został całkowicie okrążony przez Mongołów, którzy przez kilka godzin bombardowali go intensywnie kamieniami, strzałami i pojemnikami z płonącą ropą naftową.
Wkrótce obrona się załamała, a przez lukę w wojskach Sübedeja rzuciła się do ucieczki na zachód bezładna masa Węgrów. Jazda mongolska, która wcześniej wycofała się tylko po to, aby dosiąść świeżych koni, szybko zamknęła pierścień okrążenia i uderzyła na wycofujących się Węgrów. Po kilku godzinach masakry armia węgierska przestała praktycznie istnieć. Zginęło w niej m.in. dwóch kardynałów oraz wielu biskupów i możnowładców, a król węgierski Bela IV uratował swe życie, uciekając z pola bitwy.

## Konsekwencje bitwy
Mongołowie nie wykorzystali swojego sukcesu, bo choć ich oddziały ruszyły dalej na zachód, docierając do północnych Włoch i Wiednia, zatrzymała je wieść o śmierci wielkiego chana Ugedeja i konieczność wyboru nowego wielkiego chana, w którym mieli obowiązek brać udział wszyscy książęta krwi. 
Po bitwie, na skutek odniesionych ran zmarł Koloman Halicki, mąż bł. Salomei Piastówny.